# John Morrison (Wrestler)
John Randall Hennigan (* 3. Oktober 1979 in Los Angeles, Kalifornien), bekannt unter seinem Ringnamen John Morrison, ist ein US-amerikanischer Wrestler und Schauspieler. Derzeit ist er Free Agent. Sein bislang größter Erfolg war der Gewinn der ECW Championship.

## Wrestling-Karriere

### World Wrestling Entertainment (2003–2011)

#### Tough Enough und Ohio Valley Wrestling (2003–2005)
Hennigan nahm 2003 erfolgreich an der WWE-Talentsuche Tough Enough teil. Er wurde von der WWE zunächst in die Aufbauliga OVW geschickt. Zu dieser Zeit wurde er von Al Snow trainiert. In der OVW gewann Hennigan am 10. November 2004 zusammen mit seinem Tag-Team-Partner Joey Mercury den Southern Tag Team Championtitel. Im Jahr 2004 debütierte er in der WWE. Dort trat er unter den Namen Johnny Blaze, Johnny Spade und später Johnny Nitro auf. Da er das Management mit seinen Leistungen nicht überzeugen konnte, wurde er zurück in die OVW geschickt.

#### MNM undECW Champion(2005–2007)

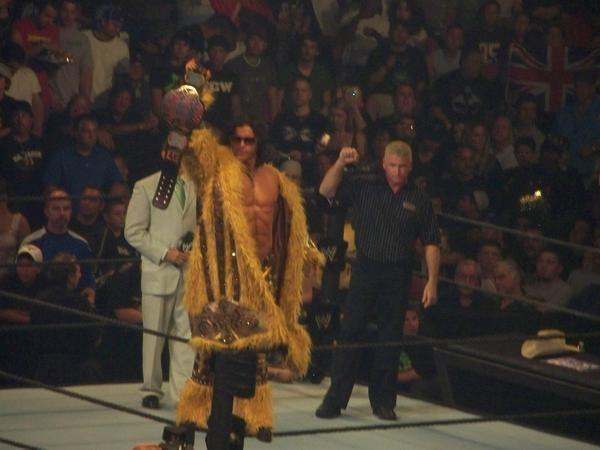
ECW Champion Hennigan im Jahr 2007.

Am 14. April debütierte Hennigan bei SmackDown und bildete das Stable MNM (Mercury, Nitro, Melina). Am 18. April 2005 gewann das Team den WWE Tag Team Titel von Rey Mysterio und Eddie Guerrero.
Am 24. Juli 2005 verlor das Team die Titel an Heidenreich und Road Warrior Animal. Am 25. Oktober 2005 gewannen Hennigan und Mercury die Titel zurück und verloren sie am 13. Dezember an Batista und Rey Mysterio. Hennigan und Mercury gewannen den Titel am 27. Dezember 2005 zurück.
Am 21. Mai 2006 verloren sie die Titel gegen Paul London und Brian Kendrick. Anschließend wurde das Team aufgelöst und Hennigan zu Raw gewechselt.
In Raw führte Hennigan zunächst einige Fehden, ehe er am 25. Juni 2006 bei der Großveranstaltung Vengeance den WWE Intercontinental Titel in einem Triple Threat Match gegen Carlito und Shelton Benjamin gewann.
Am 2. Oktober 2006 verlor er den Titel gegen Jeff Hardy. Am 6. November 2006 gewann Hennigan den Titel wieder von Hardy, verlor ihn aber am 13. November 2006 wieder an diesen.
Anschließend fehdete er im Tag Team mit Mercury gegen die Hardy Boyz (Jeff und Matt Hardy).
Nach dieser Fehde wurde Hennigan zu Extreme Championship Wrestling gewechselt.
Am 24. Juni 2007 gewann er bei der Veranstaltung Vengeance den ECW Champion Titel gegen CM Punk. Ab dem 17. Juli 2007 wechselte er seinen Ringnamen in John Morrison. Dieses Gimmick ist an Jim Morrison von The Doors angelehnt.
Am 1. September 2007 wurde er von CM Punk besiegt und verlor somit den Titel.
Der Grund für diese Titelverlust war eine Suspendierung für 30 Tage.

#### Tag Team mit The Miz und Letzte Storylines (2008–2011)

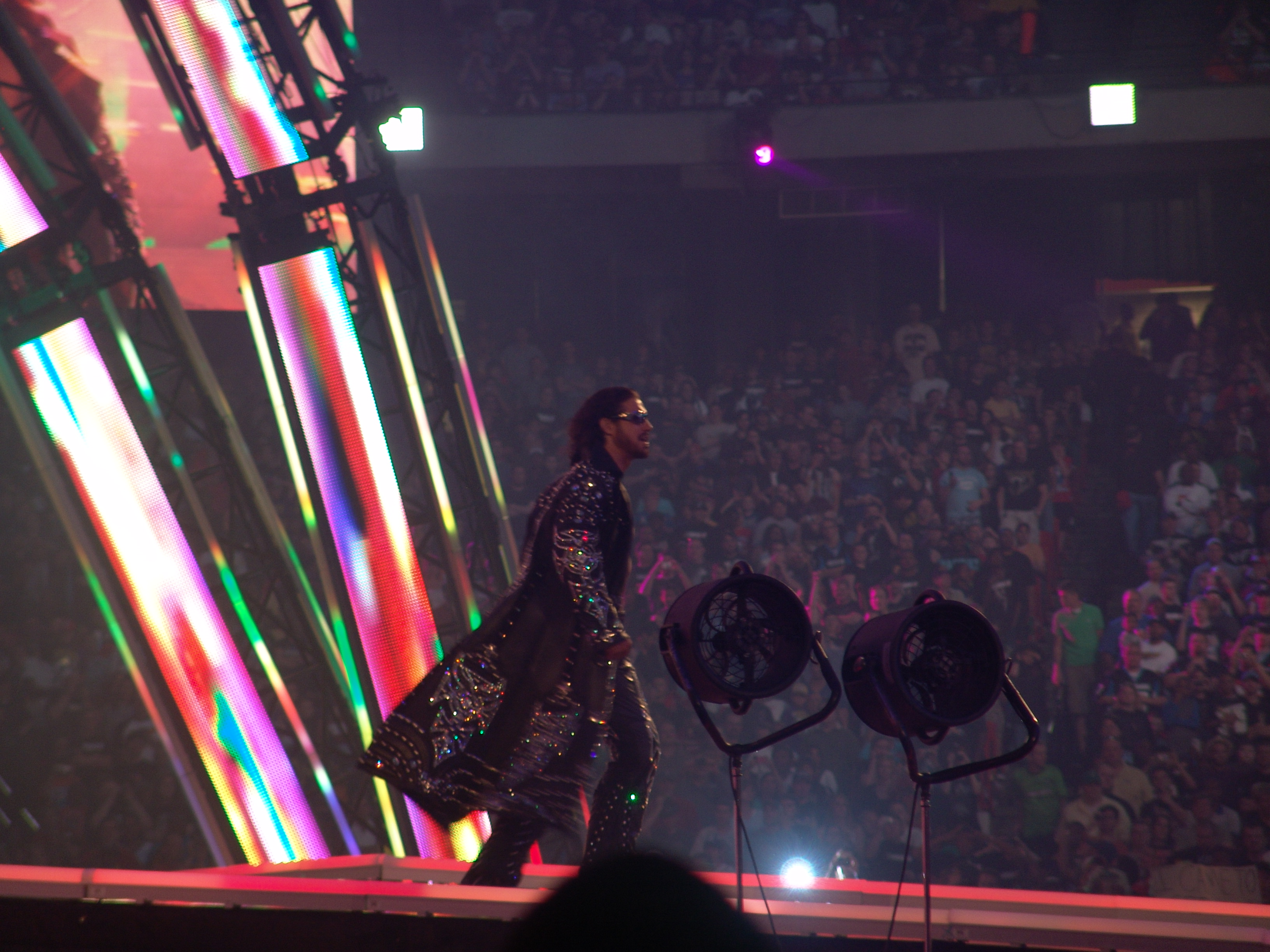
Hennigan bei WrestleMania XXVII.

Am 16. November 2007 in SmackDown gewann er zusammen mit The Miz erneut den WWE Tag Team Titel, diesmal von Matt Hardy und MVP. Diesen verloren sie am 20. Juli 2008 bei The Great American Bash an Curt Hawkins und Zack Ryder.
Am 13. Dezember 2008 gewannen Hennigan und The Miz den World Tag Team Champion Titel bei einem Live-Event von CM Punk und Kofi Kingston. Diesen verloren sie bei WrestleMania 25 an The Colons (Carlito und Primo) in einem Vereinigungsmatch der beiden Tag-Team-Titel.
Im April 2009 wurde Hennigan erneut zu SmackDown gewechselt.
Nach einigen Fehden gewann er am 1. September 2009 den Intercontinental Champion Titel von Rey Mysterio. Nach dem Titelgewinn fehdete Hennigan gegen Dolph Ziggler und Drew McIntyre um den Titel. Am 13. Dezember 2009 verlor Hennigan den Intercontinental Titel an McIntyre.
In der 3-Stündigen Spezial-Ausgabe von Monday Night RAW am 26. April 2010 musste Hennigan von SmackDown durch den WWE-Draft zu RAW wechseln.
Nach dem PPV TLC: Tables, Ladders & Chairs am 19. Dezember 2010 fehdete Hennigan kurzfristig mit dem WWE Champion The Miz. Es folgte eine Fehde gegen seinen ehemaligen Tag-Team Partner R-Truth. Am 28. November 2011 bestritt er sein letztes Match gegen The Miz und verließ zum 1. Dezember 2011 die WWE.

### Lucha Underground und Lucha Libre AAA Worldwide (2014–2018)

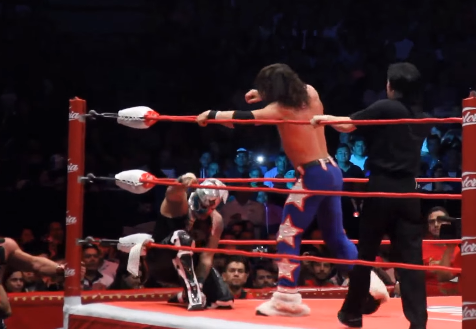
Hennigan gegen Pentagon Jr. im Juni 2016.

Im September 2014 wurde berichtet, dass Hennigan einen Vertrag mit dem Fernsehsender El Rey Network unterzeichnet hatte um in der neuen Fernsehserie Lucha Underground unter dem Ringnamen Johnny Mundo aufzutreten. Hennigan gab sein Debüt am 29. Oktober 2014 im Hauptkampf der Debüt-Episode. Er besiegte Prince Puma und gewann einhunderttausend US-Dollar.
Am 24. Mai 2015 gab er beim  Lucha Libre World Cup Event sein Debüt für Lucha Libre AAA Worldwide. Dort repräsentierte er das Lucha Underground-Team. Sein Team verloren im Finale gegen das Dream Team.
Hennigan forderte den amtierenden AAA Latin American Champion Pentagón Jr. heraus. Bei Triplemanía XXIV konnte er sich gegen Pentagón durchsetzen und gewann die AAA Latin American Championship. Damit war er der erste Nicht-Mexikaner, der den Titel gewann. Am 19. März 2017 besiegte Mundo bei Rey de Reyes El Texano Jr. und El Hijo del Fantasma in einem Three-Way-Match, um nicht nur seine Meisterschaft erfolgreich zu verteidigen, sondern auch Texanos AAA Mega Championship und Fantasmas AAA World Cruiserweight Championship zu gewinnen.
Am 1. Oktober bei Héroes Inmortales XI, trat Hennigan in drei Championship-Matche auf. Seine Mega Championship verteidigte er erfolgreich gegen Rey Wagner. Doch er verlor seine Latin American Championship an Fantasma und seine World Cruiserweight Championship an Lanzelot. Am 26. Januar 2018 bei Guerra de Titanes verlor Hennigan nach 314 Tagen auch die Mega Championship.

### Impact Wrestling (2017–2019)

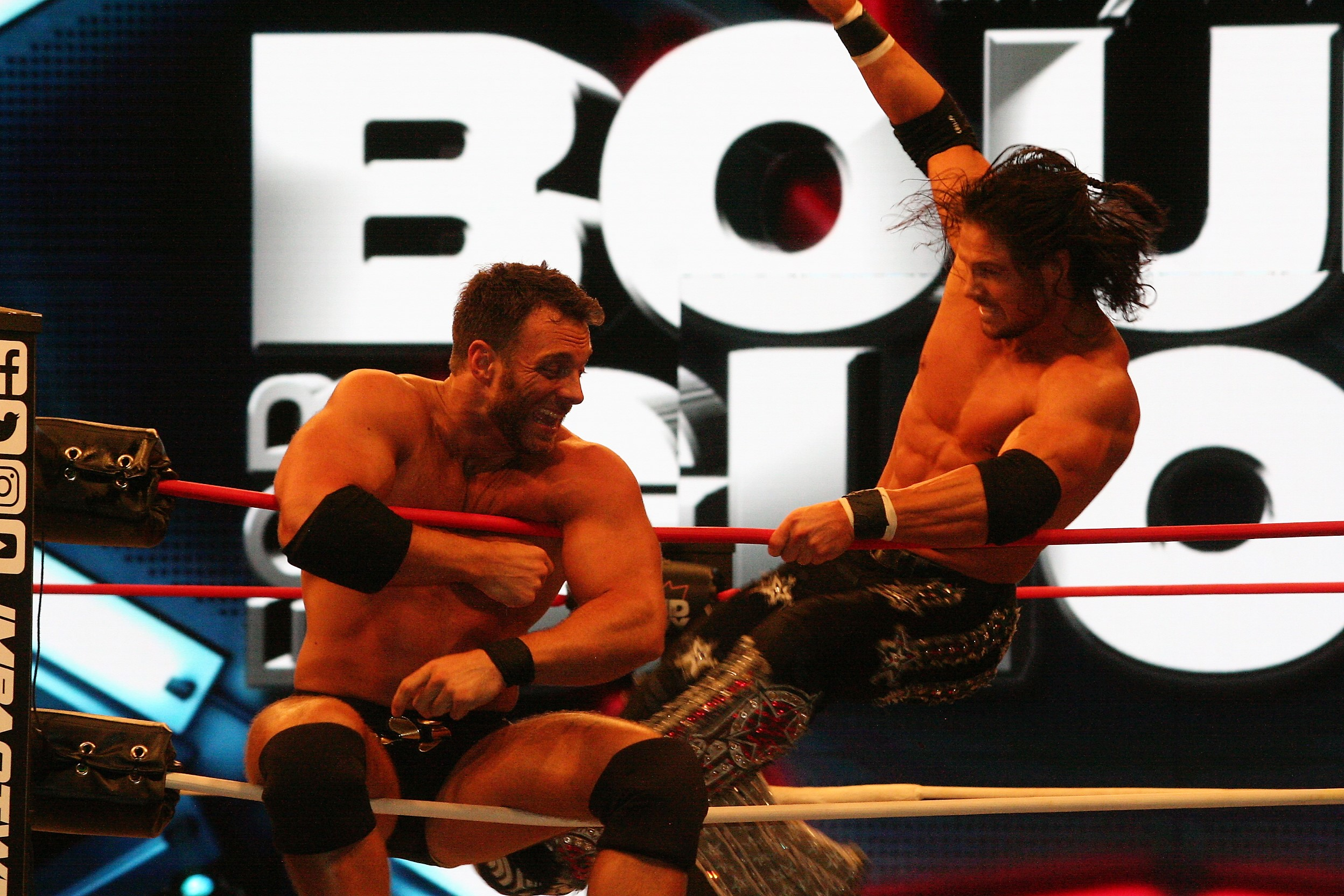
Hennigan gegen Eli Drake bei Bound for Glory 2017.

Am 24. August 2017 gab Hennigan sein Debüt als Johnny Impact für Impact Wrestling. Bei Bound for Glory 2018 besiegte Hennigan Austin Aries und gewann zum ersten Mal in seiner Karriere die Impact World Championship. In den folgenden Wochen verteidigte Impact seinen Titel erfolgreich gegen Fénix, Killer Kross und Matt Sydal.
Bei United We Stand gewann Hennigan ein Five-Way Ultimate X Match und wurde damit zum Nummer eins Herausforderer für die Impact X Division Championship.
Bei Rebellion verlor Hennigan den Titel an Brian Cage in einem Match, in dem Lance Storm der Gast-Ringrichter war. Damit endete seine Regentschaft nach 196 Tagen. Diese ist die drittlängste Regentschaft in der Gesicht von Impact Wrestling und zugleich die längste in sieben Jahren, seit Bobby Roodes Regentschaft im Jahr 2012.
In der Impact Wrestling-Ausgabe vom 31. Mai forderte Hennigan den Impact X Division Champion Rich Swann zu einem Titelkampf bei Slammiversary XVII heraus. Dieses Match konnte er nicht für sich entscheiden. Am 8. Juli berichtete Pro Wrestling Insider, dass Hennigans Vertrag mit Impact Wrestling einige Wochen vor Slammiversary XVII abgelaufen war, doch beiden Seiten hätten sich auf ein weiters Match geeinigt.

### Rückkehr zur WWE (2019–2021)
Am 4. Dezember 2019 gaben WWE und Hennigan bekannt, dass ein erneuter mehrjähriger Vertrag unterzeichnet wurde. Am 3. Januar 2020 gab Morrison in Rahmen eines Backstage Segments sein Comeback bei SmackDown. Sein In-Ring Comeback gab er am 17. Januar 2020 bei SmackDown. Dort bestritt er ein Match gegen Big E, welches er gewann. Am 27. Februar 2020 gewann er zusammen mit The Miz die SmackDown Tag Team Championship. Hierfür besiegten sie The New Day Kofi Kingston und Big E. Die Regentschaft hielt 50 Tage und verloren die Titel am 17. April 2020 zurück an The New Day. Am 9. Oktober 2020 wechselte er durch den Draft zu Raw. Am 18. November 2021 wurde er von der WWE entlassen.

### Rückkehr in die INDIES und ALL ELITE WRESTLING (2022-jetzt)
Nach seiner Entlassung kehrte Hennigan in die Independent-Wrestling-Szene zurück und nimmt dort regelmäßig Bookings für Veranstaltungen an. Des Weiteren tritt Hennigan seit 2022 bis jetzt in unregelmäßigen Abständen auch bei ALL ELITE WRESTLING auf gehört jedoch nicht fest dem AEW-Roster an. Sein Debüt bei ALL ELITE WRESTLING feierte er am 18. Mai 2022 bei einer Ausgabe von AEW: DYNAMITE unter dem Ringnamen „Jonny Elite“ wo er als Joker im Owen Hart Tournament ein Match gegen Samoa Joe bestritt.

## Filmografie (Auswahl)
Filme
- 2010: In the Wings
- 2012: Legion of the Black
- 2013: 20 Ft Below: The Darkness Descending
- 2014: Ascent to Hell
- 2014: Hercules Reborn
- 2015: American Justice
- 2015: Russell Madness
- 2016: Sinbad and the War of the Furies
- 2017: Boone: The Bounty Hunter
- 2017: Dave Made a Maze
- 2017: Sharknado 5: Global Swarming (Fernsehfilm)
- 2017: The Most Dangerous Game

Serien
- 2013: NTSF:SD:SUV::
- 2016: Shameless
- 2016: Bajillion Dollar Propertie$
- 2017: Days of Our Lives
- 2017: Baby Daddy
- 2017: GLOW
- 2017: The Last Ship
- 2017: The Guest Book
- 2018: Survivor (Reality Show)

## Titel und Auszeichnungen

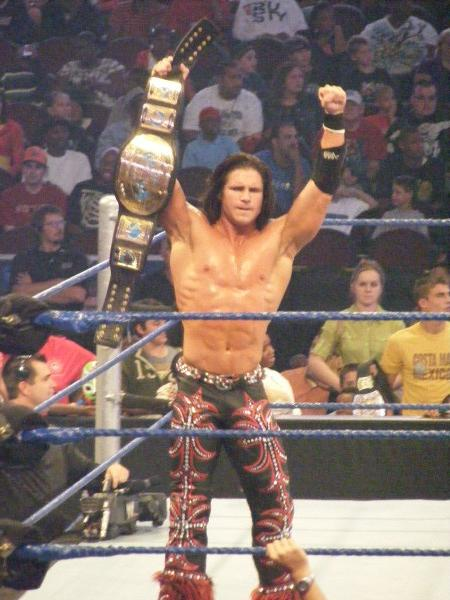
Intercontinental Champion Hennigan im Jahr 2009.

- Continental Wrestling Federation
  - CWF United States Championship (1-mal)

- Family Wrestling Entertainment
  - FWE Heavyweight Championship (1-mal)

- Impact Wrestling
  - Impact World Championship (1-mal)

- Lucha Libre AAA Worldwide
  - AAA Mega Championship (1-mal)
  - AAA Latin American Championship (1-mal)
  - AAA World Cruiserweight Championship (1-mal)
  - Lucha Libre World Cup (Men's Division 2016 mit Chavo Guerrero Jr. und Brian Cage)

- Lucha Underground
  - Lucha Underground Championship (1-mal)
  - Lucha Underground Gift of the Gods Championship (1-mal)
  - Lucha Underground Trios Championship (1-mal mit Jack Evans und PJ Black)

- Next Generation Wrestling
  - NGW Heavyweight Championship (1-mal)

- Ohio Valley Wrestling
  - OVW Southern Tag Team Championship (1-mal mit Joey Matthews)

- Pro Wrestling Illustrated
  - Most Improved Wrestler of the Year (2009)
  - Tag Team of the Year (2005 mit Joey Mercury)

- World Wrestling Fan Xperience
  - WWFX Heavyweight Championship (1-mal)

- World Wrestling Entertainment
  - ECW Championship (1-mal)[4]
  - WWE Intercontinental Championship (3-mal)[5][6][7]
  - World Tag Team Championship (1-mal mit The Miz)[8]
  - WWE Tag Team Championship (3-mal mit Joey Mercury, 1-mal mit The Miz)[9][10][11][12]
  - SmackDown Tag Team Championship (1-mal mit The Miz)
  - Tough Enough III (mit Matt Cappotelli)
  - Slammy Award (2-mal)
    - Tag Team of the Year (2008 mit The Miz)
    - Best WWE.com Exclusive (2008 mit The Miz)

- Pro Wrestling Illustrated
  - Nummer 100 der Top 500 Wrestler in der PWI 500 im Jahr 2020